# NGC 1682
NGC 1682 je galaksija u zviježđu Orionu.

## Vanjske poveznice
- SEDS: NGC 1682